# رافاييل دانيال
رافاييل دانيال (بالبرتغالية: Rafael Daniel‏) هو سائق سباق برازيلي، ولد في 12 ديسمبر 1983 في ساو باولو في البرازيل.

## وصلات خارجية
- الموقع الرسمي